# Wolf Erich von Bennigsen
Wolf Erich von Bennigsen (getauft 1. Juli 1657 in Mulmke; gestorben 5. Januar 1736 in Bennigsen) war ein königlich-polnischer und kurfürstlich-sächsischer Beamter. Er war Rat und Hofrichter in Wittenberg und Rittergutsbesitzer.

## Leben
Er stammte aus dem alten niedersächsischen Adelsgeschlecht von Bennigsen und war der älteste und einzige Sohn von Johann Levin von Bennigsen auf Mulmke im Fürstentum Halberstadt. Seine beiden jüngeren Schwestern waren Dorothea Agnes (* 1659) und Johanna Louisa (* 1661). Die Taufe fand am 1. Juli 1657 auf dem elterlichen Gut Mulmke statt und wurde vom Pfarrer aus Heudeber vorgenommen.
Wolf Erich von Bennigsen schlug nach seiner schulischen Ausbildung eine juristische Verwaltungslaufbahn im Dienst der Kurfürsten von Sachsen, die damals gleichzeitig Könige von Sachsen waren, ein. Er wurde Rat und Richter am kursächsischen Hofgericht in der Hauptstadt des Kurkreises, Wittenberg.
1695 wurde Wolf Erich von Bennigsen von der kurfürstlich-sächsischen Kanzlei in Dresden mit dem Erb- und Weiberlehngut Leipnitz bei Dahlenberg belehnt. Er starb zu Beginn des Jahres 1736 auf dem Stammsitz seiner Familie im Kurfürstentum Hannover. 

## Familie
Er war verheiratet mit Charlotte Eleonore geborene Vitzthum von Eckstädt (1682–1747).
Zu seinen Erben zählten seine Söhne August Ferdinand, Wolf Friedrich, Carl Gottlob, Rudolph Christian, Gustav Adolph (* 1717) von Bennigsen sowie seine Schwester Charlotte Wilhelmine von Bennigsen (* 1718). Sie verkauften das gemeinsam ererbte Gut Leipnitz am 26. März 1740 an den Generalmajor der Kavallerie, Adam Friedrich Brand von Lindau.
Sohn Gustav Adolph wurde ein sächsischer Generalleutnant.